# Protelbella alburna
Genre
Espèce
Protelbella alburna est une espèce néotropicale de lépidoptères de la famille des Hesperiidae, de la sous-famille des Pyrginae et de la tribu des Pyrrhopygini.
Elle est l'unique représentante du genre monotypique Protelbella.

## Dénomination
L'espèce Protelbella alburna a été décrite par le naturaliste français Paul Mabille en 1891, sous le nom initial de Pyrrhopyga alburna. Le genre Protelbella a quant à lui été décrit par Olaf Mielke en 1995.
L'espèce porte en anglais le nom vernaculaire d'alburna skipper.

## Liste des sous-espèces
- Protelbella alburna alburna ; présent en Bolivie, en Équateur et au Pérou
- Protelbella alburna brasiliensis Mielke, 1995 ; présent au Brésil  et en Guyane[1]

## Description
L'imago de Protelbella alburna est un papillon au corps trapu, noir rayé de bleu clair. Les ailes sont de couleur marron foncé presque noir à frange blanche avec aux antérieures une bande hyaline et des marques hyalines près de l'apex. La partie basale ainsi que le bord externe des ailes postérieures sont ornées d'une bande poilue blanche et une bande bleu clair métallisée orne la partie postdiscale de l'aile postérieure et à l'aile antérieure du bord interne au bord costal près de la base et à partir de l'angle externe.

## Distribution
Protelbella alburna est présente en Bolivie, en Équateur, au Pérou, au Brésil et en Guyane,.

## Protection
L'espèce n'a pas de statut de protection particulier.[réf. nécessaire]